# Louis Wagner
Louis Wagner, francoski dirkač, * 5. februar 1882, Le Pré-Saint-Gervais, Seine-Saint-Denis, Francija, † 13. marec 1960, Montlhéry, Francija.

## Življenjepis
Louis Wagner se je rodil 5. februarja 1882 v francoskem mestu Le Pré-Saint-Gervais. Z dirkanjem se je začel ukvarjati že v poznih najstniških letih, z dirkalnikom Darracq je leta 1903 prvič zmagal na belgijski dirka po Ardenih tipa voiturette. Wagner je bil tudi dirkač moštva Darracq  za pokal Gordona Bennetta v Nemčiji leta 1904, ki ga je končal na osmem mestu, leta 1905 pa je bil na dirkališču Circuit d'Auvergne v Clermont-Ferrandu izločen v prvi vožnji. V sezoni 1906 je zmagal na ameriški dirki Vanderbilt Cup z dirkalnikom Darracq 120. V sezoni 1907 je bil peti na dirki v Kaiserpreisu, v naslednji sezoni 1908 pa je zmagal na premierni dirki za Veliko nagrado ZDA s Fiatom.
V sezoni 1914 je z Mercedesom dosegel drugo mesto na dirki za Veliko nagrado Francije. Zaradi izbruha prve svetovne vojne je moral prekiniti kariero, naslednjič je dirkal šele v sezoni 1919, ko je na dirki Indianapolis 500 z Ballotom odstopi. V sezoni 1924 se je pridružil moštvu Alfa Romeo, kjer je nastopal z dirkalnikom Alfa Romeo P2 ob moštvenima kolegoma Antoniom Ascarijem in Giuseppom Camparijem. V sezoni 1926 je skupaj z Robertom Sénéchalom z dirkalnikom Delage 155B zmagal na premierni dirki za Veliko nagrado Velike Britanije. Louis Wagner je umrl leta 1960 v starosti 78-ih let v mestu Montlhéry.